# Pavlica (priimek)
Pavlica je priimek več znanih Slovencev:
- Andrej Pavlica (1866—1951), rimskokatoliški duhovnik, pisatelj in časnikar
- Egon Pavlica, fizik, strokovnjak za organske materiale, univ. prof.
- Franjo Pavlica (1894—1945), mlekarski strokovnjak
- Josip Pavlica (1912—1981), leksikograf, terminolog
- Josip Pavlica (1861—1902), teolog in narodni delavec
- Jurij Pavlica, umetnik (BridA)
- Miloš Pavlica (*1950), pravnik in politik
- Miroslav Pavlica (1910—1995), pravnik
- Stanislav Pavlica (1893—1991), partizanski zdravnik in zobozdravnik
- Zlatko Pavlica (*1950), veterinar
- Željko Pavlica (*1963), tekmovalec v ju jutsu